# 米拉 (德国)
米拉（德語：Mihla，發音：[ˈmiːla]）是德国图林根州瓦特堡县曾经的一个市镇，面积31.66平方千米，2017年12月31日人口为2,136人。2019年12月31日，米拉与另外2个市镇合并为新市镇阿姆特克罗伊茨堡。